# Seznam kostelů v Košicích

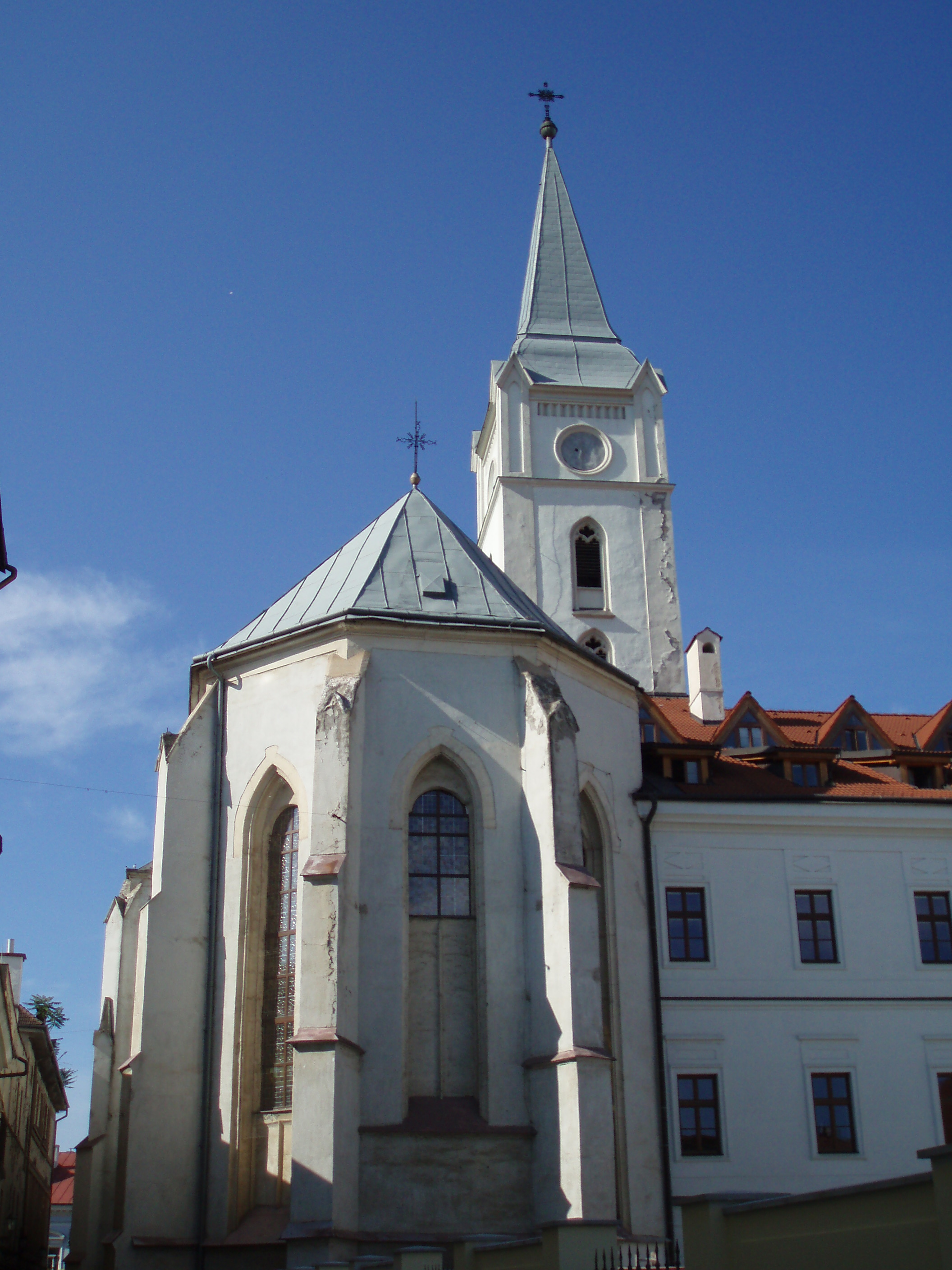
Gotická svatyně františkánského kostela z 15. století

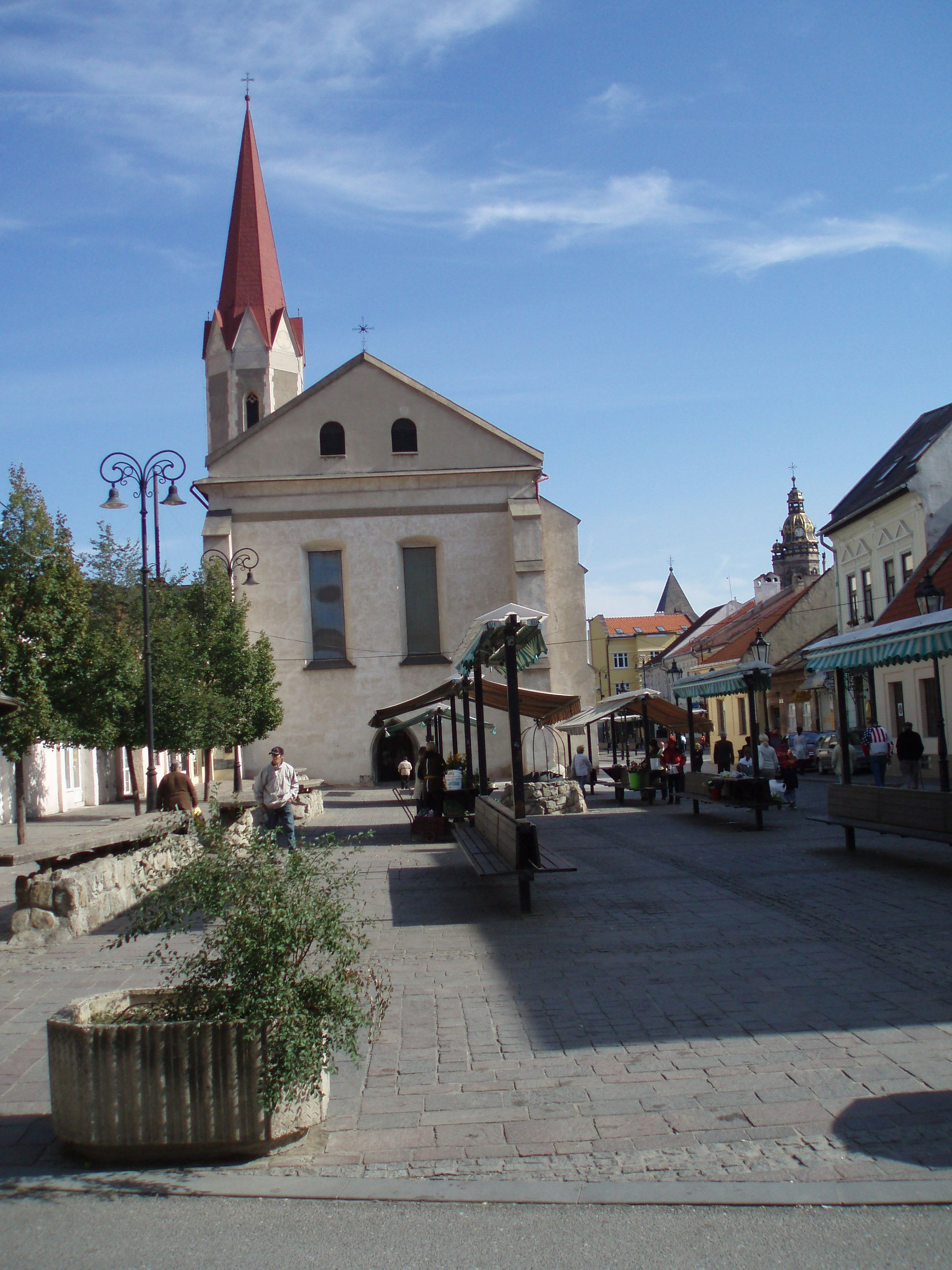
Dominikánský kostel je nejstarší dochovanou stavbou města. Jeho zneogotizovaná věž (1903) je nejvyšší z košických kostelů (68 m)

Seznam kostelů v Košicích obsahuje košické církevní stavby vysvěcené jako kostely. Pokud není uvedeno jinak, kostely v seznamu jsou římskokatolické. Seznam uvádí kostely od nejstarších po nejnovější a neobsahuje modlitebny různého druhu jiných církví nebo vyznání.

## Zaniklé kostely
Na území středověkých a novověkých Košic se kdysi nacházely tyto zaniklé kostely:
- Kostel svatého Michala – první románský kostel v intravilánu Košic, jehož vznik se předpokládá před první polovinou 11. století, první písemná zmínka o něm je z roku 1230 a je zároveň nejstarší písemnou zmínkou o Košicích (ville Cassa. Po roce 1380 nahrazen současným Dómem svaté Alžběty.
- Krasňanský kostelík (románský kostelík v městské části Krásna z 11. století na místě pozdějšího benediktinského opatství)
- Bazilika benediktinského opatství v Krásné (vystavěná v první polovině 12. století, opatství vysvěcené 1143 jako první klášter egerské kapituly v prostoru Horních Uher)
- Kostel svatého Mikuláše (vystavěn kolem roku 1260, jeho radikální přestavbou vznikl Františkánský kostel.
- Kostel svatého Leonarda stával ve středověku na předměstí (Huštáku Rychtářova Ves.
- Kostel svatého Ladislava stával ve středověku na předměstí (Huštáku Čermel-osada.
- Kostel svatého Ducha při faře špitálu, první zmínka 1283, nově vystavěný 1730–1733
- Dřevěný evangelický kostel na západním předměstí (Žriedlová ulice) po roce 1687 s třemi modlitebnami (slovenskou, maďarskou a německou)
- Kalvínský kostel vystavěný na jihozápadním předměstí (začátek Moldavské ulice) po roce 1687

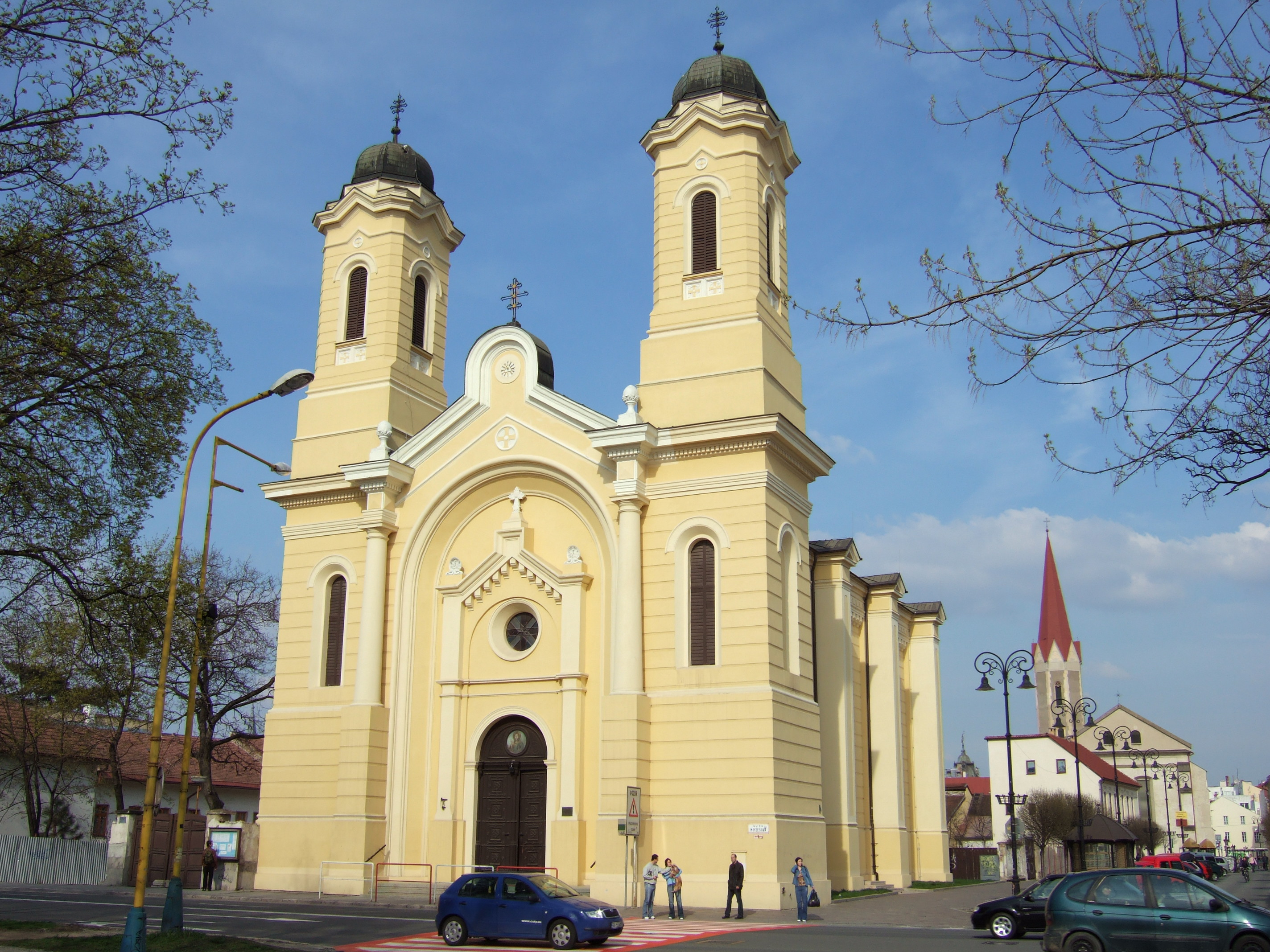
Řeckokatolická katedrála přenesení ostatků Bohorodičky, v pozadí Dominikánský kostel

## Košické kostely vystavěné do roku 1945
- Dominikánský kostel (Nanebevzetí Panny Marie, závěr 13. století, první zmínka 1303, zbarokizovaný 1701–1741)
- Katedrála svaté Alžběty (výstavba po roce 1380, ukončení v roce 1508, částečně regotizovaná 1877–1896)
- Kaple svatého Michala (druhá polovina 14. století, původní hmota, neupravená)
- Františkánský kostel (Svatého Antona Paduánského, také Seminární, 1405, zbarokizován 1718–1764)
- Premonstrátský kostel (Svaté Trojice, též Jezuitský nebo Univerzitní, 1671–1681, původní hmota, neupravený)
- Uršulínský kostel (Svatého Michala archanděla 1652–1655, původně vystavěný kalvíny, jemně zbarokizovaný v polovině 18. století)
- Kostel svatého Ducha (1730–1733)
- Kalvínský kostel (1805–1811)
- Morová kaple svaté Rozálie (1707–1711)
- Kostel Sedmibolestné Panny Marie na Kalvárii (1742–1758)
- Evangelický kostel (1804–1816
- Řeckokatolický chrám přenesení ostatků Bohorodičky (1882–1886), katedrální chrám Košické řeckokatolické eparchie
- Kostel Božského srdce Ježíšova (1937), jezuitská kaple v letech 1937–1938 a 1990–2009, 2009 vysvěcena na kostel, Staré Město
- Kostel Krista krále (1936–1938), kostel kláštera dominikánek v areálu Gymnázia sv. Tomáše Akvinského
- Kostel Královny míru (1938–1939)

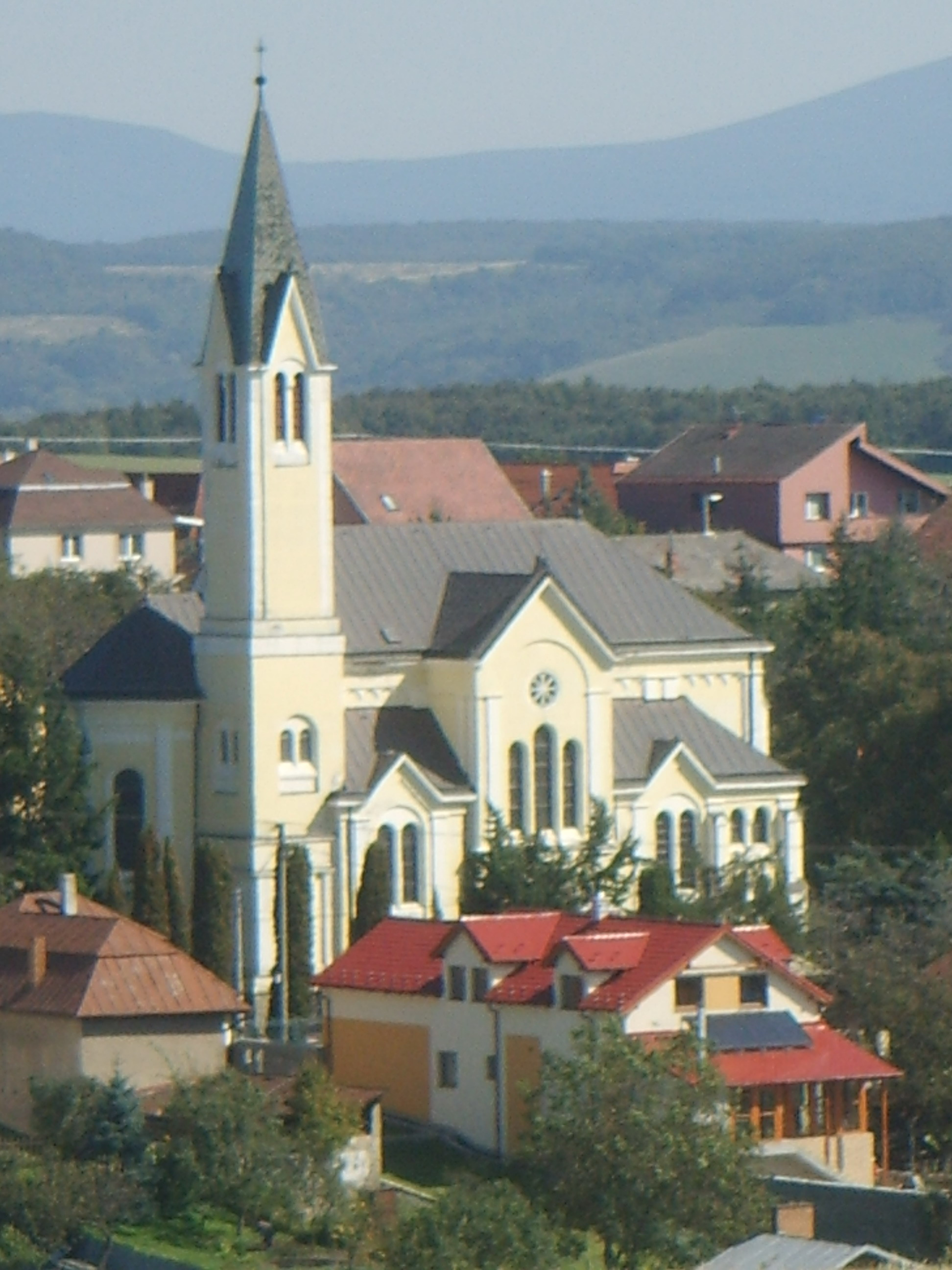
Neogoticky přestavěný Kostel sv. Ladislava v Košické Nové Vsi

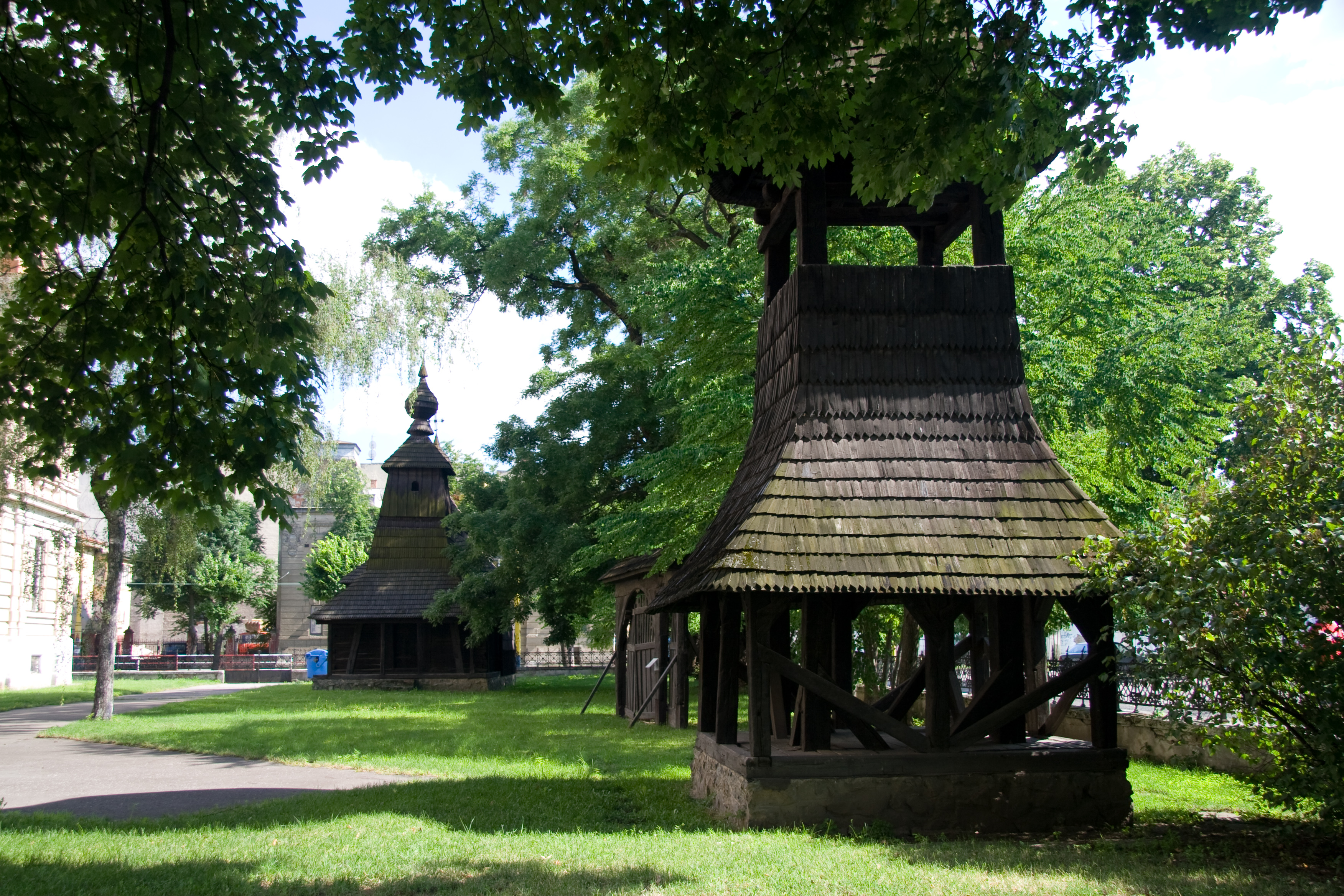
Řeckokatolický chrám (cerkev) z Kožuchoviec na nádvoří hlavní budovy Východoslovenského muzea

Na území města se nachází ještě jeden kostel, který je však muzeálním exponátem a na bohoslužby neslouží. Je jím dřevěný Kostel svatého Michala z Kožuchovců z roku 1741. Byl přenesen do areálu hlavní budovy Východoslovenského muzea v roce 1927.

## Kostely vystavěné po roce 1989
Po roce 1989 byly postaveny kostely v nových městských částech (sídlištích):
- Kostel Svatých košických mučedníků (1995, Nad jezerem)
- Kostel svatého Ondřeje (1997, Podhradová)
- Kostel svatého Gorazda a společníků (1999, Západ (Terasa)
- Řeckokatolický chrám Boží Moudrosti (2003, Dargovských hrdinov
- Řeckokatolický chrám svatého Petra a Pavla, Západ (Terasa)
- Kostel Svaté Rodiny (2006–2007, Dargovských hrdinov)
- Kostel Božího Milosrdenství (2011, Sídliště KVP)
- Pravoslavný chrám Zesnutí Přesvaté Bohorodičky a Svatého Jana Milostivého (2012, Kuzmányho)
- Kostel svatého Dominika Savia (ve výstavbě, Sídlisko Ťahanovce)
- Evangelický kostel (ve výstavbě, Západ (Terasa))

## Kostely přičleněných městských částí
- Kostel svatého Jana Křtitele (Šebastovce, druhá polovina 13. století, dostavován v 15., 16., 18. a 19. století, výrazná přestavba v letech 1992–1997.)
- Kostel Nanebevzetí Panny Marie (Šaca, 13. století, první zmínka 1275, přestavován v 18. a 19. století)
- Kostel svatého Ladislava (Košická Nová Ves, 13. století, první zmínka 1297, zásadně upravený 1925)
- Kostel svatého Petra a Pavla (Barca, 14. století, dostavována v 19. a 20. století)
- Kostel svatého Petra a Pavla (Kavečany, 1783)
- Kostel svatého Bartoloměje (Myslava, 1778–1792, původní kostel ze 14. století se nedochoval)
- Kalvínský kostel (Barca, 1794–1795)
- Kostel svatého Michala Archanděla (Poľov, 1822)
- Kostel Nejsvětějšího Srdce Ježíšova (Vyšné Opátske, 1850)
- Kostel svaté Anny (Ťahanovce, 1850
- Kalvínský kostel (Šaca)
- Kostel svatého Vavřince (Lorinčík, 1932 nahradil zbořený kostel z roku 1813)
- Kostel svatého Cyrila a Metoděje (Krásna, 1934–1935)
- Kostel Nejsvětější Trojice (Pereš, 2001)